# 帰宅部活動記録
『帰宅部活動記録』（きたくぶかつどうきろく）は、くろはによる日本の漫画作品。

## 概要
スクウェア・エニックスのアンソロジーコミック「コミックアンソロジー極 帰宅部」掲載のプロトタイプを経て、同社のウェブコミック配信サイト『ガンガンONLINE』2011年8月18日更新分から毎月第2・第4週更新で連載され、2014年6月26日に更新を終了した（同作者による『マジカルロリポップ』と同時に連載が始まった）。
2013年7月より10月までテレビアニメが放送された。キャッチコピーは「たった一度の青春を棒に振る、ゆるくない系日常ギャグアニメ」。
作者の次作『NEWS×it』第1回ではおまけとして本作キャラクターとのコラボ作も配信している。

## あらすじ
高校に入学したばかりの安藤夏希は部活での上下関係が面倒くさいと「部活動はしないで、帰宅部でいいや」と考えていた。しかしそれを聞いた夏希のクラスメイト・塔野花梨は「実はこの学校には『帰宅部』という名前の部活動がある」と彼女を部に紹介する。部長の道明寺桜以下の部員は「放課後から帰宅するまで、楽しく過ごす」ことをモットーとした活動をしており、夏希はこの「帰宅部」に流されるまま入部、かくして彼女と帰宅部の部員たちのゆるくない日常が幕を開けた。

## 登場キャラクター
お菓子が名前の由来となっているキャラクターが多い（帰宅部の部員は全員）。

### 帰宅部
安藤 夏希（あんどう なつき）
声 - 木戸衣吹
本作の主人公。1年生。3組在籍。ネクタイは青のストレート、ソックスは白のハイソックス。花梨から「なっちゃん」と呼ばれている。
花梨に誘われて帰宅部を訪れるも、活動内容のバカバカしさに「もう帰っていいですか」と発言すると部員から「すごい帰宅精神（スピリット）の持ち主」などと褒められ、結局入部することとなった。部ではツッコミ担当。クレアの口伝で、2年5組からもつっこみの子として認識されている。しかし、風邪をひくとツッコミ過剰になり逆にボケになるという弱点もある。
ツッコミ故に普段の口調も割と激しく、態度もツンとしているが実はかわいいものが大好きで、クマのぬいぐるみに「チャッキー」と名付けて可愛がるといった一面もある。また、甘いものに目がない。
頭のてっぺんのアホ毛（本人曰くくせ毛だがくせ毛のレベルじゃないとも突っ込まれている）がチャームポイントで、帰宅部一同もアホ毛をネタに彼女をたびたびいじる。本人はコンプレックスに思っているが切っても他の毛が新たなアホ毛となり、繰り返すとその内ハゲる恐れがあるとあきらめている。髪もくせっ毛で、もしストレートパーマ等にしようものならアホ毛が直立して一層目立つとまたあきらめている。ちなみにパソコンの画像処理で写真の中のアホ毛を消去しようとしても原因不明のエラーを起こす。
「ロイド（路往人）」という中学2年生の弟がいる。普段は常識ある判断で学校生活を送っているが、家では一変して堕落しきった性格になり、時には理不尽に彼をこき使ったり、気に入らなければ逆エビ固めや手刀といった苛烈な攻撃を仕掛けることも。そして幼少期の刷り込みのため彼もそれに逆らうことはできず、いいように扱われてしまっている。
中学時代は本来の意味で帰宅部で家ではずっと姉として振る舞ってきたため、年上の先輩に甘やかされる現状を気に入っている模様。
なお、夏希と愛の中学は作者の作品である『マジカルロリポップ』の主人公達が通う中学と同じである（夏希の方が先輩にあたる）。なかでも長坂ステラとは小学校の地区班が同じだった関係で面識がある。
一番気が合うのは桜らしく、彼女からもらったヘアゴムを大切にし、家ではよく身に着けている。
名前の由来は「あんドーナツ」から。7月4日生まれ。
塔野 花梨（とうの かりん）
声 - 結名美月
1年生。3組在籍。ネクタイは青のリボンタイプ、ソックスは黒のパンティストッキング。夏希を帰宅部に誘った。
部活勧誘会でチュパカブラ（アニメ版ではアザラシ）に扮した桜たちの会話を楽しそうに思い入部するが、帰宅部がどんな部活かは理解していなかった。2年5組からはクレアの強烈な溺愛の対象と認識されている。
お菓子作りや裁縫が得意で、「女子力の塊」と称されることも。中学では家庭科部に所属しており、本来は高校に入学しても家庭科部に入部しようと考えていたが、料理部と手芸部の二つに分かれていたため、悩んでたところで帰宅部を見つけて決めた経緯がある。
天性の甘え上手で、帰宅部員の中では特に牡丹とクレアに甘やかされている。ドのつく純粋な性格の持ち主で、人の言うことをすぐ信じ、帰宅部の先輩たちを本気で尊敬し彼女らのような上級生に本気でなりたいと考えている。一方で時に毒のある発言をすることもあり、女子力の著しい欠落の見えた牡丹を「カス」と切り捨てたこともある。
夏目漱石の代表作も知らなかったが赤毛のアンや若草物語などはシリーズ全作読んでおり、また勉学の成績は中くらい。ただし本人曰く歴史は苦手とのこと。
その愛らしい容姿と天然っぽさで男子生徒からモテている模様。
帰宅部以外にも古橋愛とはお笑いコンビをくむなど仲がいい様子。
名前の由来は「かりんとう」から。2月生まれ。
道明寺 桜（どうみょうじ さくら）
声 - 小林美晴
「帰宅部」部長。 2年生。1組在籍。血液型はA型。身長163cm。ネクタイは赤のストレート、ソックスは白のニーソックスであり、その短いスカート丈とツインテールとを併せて、美少女もののヒロインとして自覚あるスタイルを重視している。が、ボケのためにヒロインとしての恥じらいを著しく欠いた行動をとることもあるなど、波乱万丈かつ臨機応変な性格の持ち主で、時と場合によっては言動が変わる。時々常識人な一面も見せ、意外にピュアな一面も。友人のひとり（おそらくはクレアのこと）がカードゲーム会社の筆頭株主で、ツテでカードゲームの超レアカードをもらって小学生相手に本気になるなど、大人げない面も（ちなみに小学生の間では「ペガサス女子高生」と呼ばれている）。根っからのリーダー体質の仕切りたがりであるが、その反面とても寂しがり屋で、仲間外れなどにされるとものすごく落ち込む。
牡丹やクレアと違い一般人だが彼女らとの友情は非常に濃く、「誰よりも大きな愛を持った人物」と認識されており、強い信頼関係にある。実際、一般人には避けられていた牡丹に対して普通の少女として接した人物は桜が初めてである。彼女らとはテレパシーのように、話すことなく相互の意思伝達も可能である。
帰宅部を設立したのも彼女で、友達と放課後の楽しい思い出を作ろうと考え設立した。
この作品は部長である桜の思い付きから始まるスタンスが多い。また、「裏サイト」においても、スレッドを建てるのはいつも彼女である。
その突飛な行動から教師からはあきらめ半ばに接されており、生徒会長からも問題児代表と評され、「グレネード乱痴気」という異名も駆る。
ニンジンとエリンギが苦手。
名前の由来は「道明寺」と「桜餅」から。4月生まれ。
大萩 牡丹（おおはぎ ぼたん）
声 - 相内沙英
2年生。1組在籍。ネクタイは赤のストレート、ソックスは黒のハイソックス。大きな白いリボンとそれにて結えているポニーテールがチャームポイント。萩月流古武術第十六代継承者で、熊をも赤子の手を捻るように倒す。水上を走ることができ、また、1キロメートル先の狙撃者の気配に気づき、狙撃されても弾き返すほどの頑丈な肉体（骨）を持っているなど現実離れしたパワースペックを持つ。重度のゲーマーであり、クレア曰くその腕前は「プロ級」でゲーム制作の協力をしたこともあり、やり込み武勇伝も多数ある。ただし萩月流の反応速度でコントローラーを扱うため数か月ごとに買換えが必要。何でもバトル物に変えたがる癖があり、ものごとの数字の桁が大きくなるほど何故か闘志が湧く。他にも工具のピンバイスを所持していたり少年的な嗜好をしており。女子力の低さを指摘されても少年力の高さを主張して切り返す。
中学の頃は曲もないのに作詞したがるなどロマンチズムな一面があり、日記にもポエムじみた文書で書くなど、若干中二病をこじらせていた。セーラー服よりブレザーの方が可愛いと今の高校を選んだ経緯がある。
自分に厳しく他人に優しい性格で、周囲から甘やかされている花梨に自立心を持ってもらおうと厳しく接しているつもりが結局甘やかし、また花梨が男子からモテるという話を聞いて、自分より強い相手じゃないと交際を認めないなど、花梨の「お父さん」的位置付けになっている。
世界と一つになりその流れを操る萩月流において、生まれつき世界と一つに繋がっていた異端の天才であり教えられることなく萩月流を極めた。
全身からだだ漏れしている殺気もあってか周囲から避けられ友達を作れなかった。桜が人生初の親友であり、桜の誘いを受けて入部した。異名は「漆黒の処刑台（ミッドナイト・マーダー）」。
名前の由来は「おはぎ」と「牡丹餅」から。また、「萩月流」の名も仙台銘菓「萩の月」から。9月生まれ。
九重 クレア（ここのえ クレア）
声 - 千本木彩花
2年生。5組在籍。ネクタイは赤のリボンタイプ、ソックスは白のロークルーソックス（折り返し付）。世界有数の財閥「九重財閥」の社長令嬢、金銭感覚などほとんど一般的考えからはずれている。彼女の制服も、指定の制服が安っぽいとパリのクチュールアトリエでオーダーメイドでそっくりそのまま仕立てたのを着ている（靴込みで計390万7千円）。エンツォフェラーリを所有している。茶道も嗜むが、使用する茶碗は曜変天目茶碗。クラスメイトから「ココちゃん」と呼ばれている。
お金持ちゆえの他人とずれた感覚で天然ボケな発言を多々する一方、ブラックな発言をすることもある。
1年生二人を溺愛しているが、とりわけ花梨を超過度に甘やかし、花梨を本気で妹にしたいと考えており、終生まで面倒を見るつもりでいる。花梨が男子からモテると聞いて男子たちを「虫」と称するなど、時々猟奇に似た言動を発する。
二人への行き過ぎた愛の結果、セクハラ的な言動をとることもあるが適当に流されながらも慕われている。
ピアノを弾くことができるほか、バイオリンも趣味としているがそちらは下手の横好きであり、聞くに堪えない怪音波を発する腕前（所謂しずかちゃん設定）。
お嬢様のため普段から高級な食事を摂っているが、作り方を間違えたカップ焼きそばを「おいしい」と評するなどその舌に関してはずれた部分もある。
中学までお嬢様学校で浮世離れした学校生活を送っており、せめて高校だけは友達と賑わいながら楽しい思い出を作りたいと一般校に入学。そこで父親から「放課後は決められた習い事をし、部活は帰宅部（本来の意味での）にすること」と条件を提示されたが、父親の想定外に存在した「帰宅部」に、以前より部活をやってみたかった彼女は入部した。
名前の由来は「エクレア」から。11月生まれ。

### 周囲の人物など
古橋 愛（ふるはし あい）
声 - 田辺留依
1年生。3組在籍。ネクタイは青のリボンタイプ、ソックスは白のハイソックス。夏希の中学からの友人。バレーボール部に所属。夏希とは三年間の付き合いにも関わらず下の名前を覚えられておらず、アニメ版では苗字すらまともに覚えてもらえなかった。逆に彼女は何かと夏希のあだ名を考えたがる。
入学式の部活勧誘の時には帰宅部の奇行な勧誘、および夏希の入部発言に呆れていた。中学時代はテニス部に所属し、当初はテニス部で培った手首のスナップを生かして百人一首部に入部しようかとも考えていた。スポーツ関係で負けるとすぐ落ち込む。軽い考えでお笑い芸人を目指し、花梨と「あいかりん」というコンビで夏希の前でショートコントを時々披露するものの、酷評されている。
名前の由来は「アップルパイ」から。
安藤 路往人（あんどう ろいど）
声 - 広瀬裕也
夏希の弟で中学2年。夏希と同じ顔立ちで小さいアホ毛がある。作中では「ロイド」とカタカナ表記されている。常識人で、「ダメ姉モード」の堕落ぶりに対しツッコミを入れる。牡丹から萩月流の後継者にノミネートされ、クレアから弟扱いされ、夏希の容赦ない仕打ちに桜から同情され、二十歳になったら一緒に飲みに行こうと約束されるほど帰宅部一同に気に入られている。
作者曰く「みちをゆくひと」という意味で路往人と名付けたが、偶然にも苗字と合わせて「アンドロイド」とも読める、という後付け設定がある。
あざらし
声 - M・A・O
場面転換時に登場する、本作のマスコットキャラ的存在の可愛い生き物。基本的にキャラとの絡みはないが、説明役などをこなすこともある。
なお、単行本第1巻のおまけマンガで「作者の自画像」としてこのあざらしのイラストが使われているが、あくまで「ベレー帽を被っているのが作者」「被ってないのがあざらし」とのこと。
高円 レイナ（たかまど レイナ）
声 - 三澤紗千香
3年生で女生徒会長。ネクタイは緑のリボンタイプ、ソックスは黒のハイソックス。校則にうるさく「校則」の異名を持ち、「生徒手錠（ハンドブック・バインド）」という、高速で校則で拘束する、学校内ではレイナの一定範囲内では校則が破れなくなる領域型の能力者。また、能力は段階型でもあり黒い生徒手帳を使って非常事態宣言をした時、「聖徒十戒（バイブル・バインド）」という、レイナの言葉が物理法則より優先される第二の能力を持っている。その使用時には能力者しか見ることのできない「イメージ」が出現する。その能力は牡丹すらも警戒するものだが彼女曰く萩月流の段階を上げれば対処できるとのこと。
後輩の女子と話す時だけ語尾に☆や♪が付く。学校の女子生徒のことは全員把握しているが、男子生徒に関しては生徒会役員の名前すらたまに忘れる。
名前の由来は「マドレーヌ」から。
飯塚 公平（いいづか こうへい）
生徒会副会長。「理想家（イデアリスト）」の異名を持ち、給食を完璧に公平に振り分ける「絶対平等（パーフェクト・イコール）」を使うが、高校では給食ではないため意味がなく、クレアから「ゴミクズ同然の能力」とバッサリ切られた。アニメ版では姿を見せるものの、セリフは一言もなかった。
レイナを下の名前で呼びたがるが彼女自身には避けられている。
金田 正男（かねだ まさお）
声  - 石川界人
生徒会書記。「ミサイル」の異名を持つ。無能力者。アニメ版では制作スタッフが初期のキャラ表を紛失したため「へのへのもへじ」な顔になっているという設定になっている。
富士見 孝史郎（ふじみ こうしろう）
生徒会会計。「電子頭脳（ミスター・コンピュータ）」の異名を持っている。右手に「不死殺しの力（キリング・デッド）」の力が宿っており、触れるだけで不死の存在に死を与えることが出来る。実際は不死の存在に遭遇したこともなければ能力を使ったことも無いが、自分に力があることは「自然と理解った」らしい。
沢谷 海斗（さわや かいと）
生徒会庶務。アダ名は「さわやん」。無能力者であるため、飯塚の能力すら素直に尊敬しており、生徒会の能力者の面々に憧れており追いつきたくて資格や検定の勉強をしている。最近取った資格が気象予報士と、ある意味で一番生徒会で凄い。
封鬼院 アゲハ（ふうきいん アゲハ）
風紀委員。エクソシストの家系の出身で、場に溜まる邪気を見極め祓って清める仕事をしている。ただし、それを行うためには色々道具を使う必要があり、ハギシラベ5が一喝すれば出来るレベルのことを時間と労力をかけて行っている。
岡田さん（おかださん）
サッカー部マネージャー。本名は岡田寛子。クレアと同じ2年5組で、彼女の友人。みんなからは「おかん」と呼ばれ慕われている。顔に似合わず色っぽい下着を着用している。10年後、サッカー部のキャプテンである中田旅人（声 - 角山開星）と結婚することになる。
萩調流四天王（はぎしらべりゅうしてんのう）
萩月流から分家した「萩調流」の継承者直属の4人組の使い手達。牡丹をライバル視しているが、全員間抜けなところがある。週二回ファミレスで定例会議をしている。メンバーは以下の通り。
残酷の青龍（ざんこくのせいりゅう）
声 - 上村祐翔
本名「青山 龍一（あおやま りゅういち）」。四天王のリーダーで、次期萩調流継承者の筆頭候補。イケメン。腰巻スカートが特徴。お洒落好きで服にこだわりがある他、ネイルアートもしている。押しに弱く、道場の掟ですら道場を訪れた帰宅部らの振る舞いに合わせて簡単に改変するほど。地脈を操る魔眼「龍眼」を持つ特異体質で、地脈のエネルギーを龍に具現化させて相手に放つ「龍衝波」を使う。牡丹のことが好き。
残忍の白虎（ざんにんのびゃっこ）
声 - 小沼英希
本名「白田 大牙（しらた たいが）」。「守護神」を自称する。イケメン。単細胞。金髪のオールバック（某戦闘民族の王子へのリスペクトでそういう髪型にしている）にカチューシャ、タンクトップが特徴。驚異的な回復力の持ち主で、首の骨が折れても翌日には完治する。単細胞だが、多彩な戦闘スタイルをもち、影に念を送り込んで具現化させて操る「影人形（シャドール）」の使い手。口から蛇を出す技もあったが、朱雀からドン引きされたため封印した。コーラとオレンジの組み合わせに拘りがある。牡丹のことが好き。
マジカルロリポップの主人公福田いちごとは、彼女の母に助けられたことから面識があり、彼曰く「妹のような存在」として接している（ただしいちご自身は「白虎」を「冷奴」と間違えるなど兄という認識はないようである）。
残虐の朱雀（ざんぎゃくのすざく）
声 - 伊藤美来
紅一点。「炎のスペシャリスト」。牡丹とは4歳の頃からの知り合いで大親友だと思っており、「萩月流の偵察」の名目で牡丹の尾行などを私情を含めて行っている。牡丹と仲の良い帰宅部をライバル視し、何かと張り合うが、牡丹からしてみれば「ワケの分からない敵」としか思われてない。
偏差値の高いことで有名な吉祥寺北高等学校在籍で、牡丹が志望していたので内緒で入学しようと猛勉強して無事に受かったが、そのことを知らない牡丹が別の高校に変更してしまい、転校しようにもクラスメイトがいい人過ぎるのが多いので転校できない状態となっている。
本名「赤羽 詩天使（あかばね しえる）」で、名前で呼ばれるのをものすごく嫌がる。
残念な玄武（ざんねんなげんぶ）
声 - 齋藤夢人
本名「亀田 元気（かめだ げんき）」。ツッコミ担当。デブ。アニメ好きで、好きなジャンルは魔法少女もの、声を聞くだけで声優を言い当てる特技を持っている。母親が選んで買ってきた服を着ている。3人からの扱いは軽いが四天王だけあって実力は確か。四天王の中で萩月流とは敵対関係であることを最も自覚しており、ほかの四天王の牡丹への態度を非難することもある。ただしアニメにおいては彼もまた牡丹好きである。
ハギシラベ5（ファイブ）
萩調流四天王の次に実力のある五人の門下生。
漆黒（しっこく）
ハギシラベ5のリーダー。真面目な性格の持ち主で、敵である萩月流後継者の牡丹に対して掟を簡単に改変したりする四天王の甘さに、将来の萩調流を憂いている。四天王たちが技を繰り出す際の解説役をやってくれている。
暗黒（あんこく）
かなり痩せている。右目が髪に隠れている。
蒼黒（そうこく）
普通。長髪で髪を後ろに束ねている。
大黒（だいこく）
デブ。パイナップル頭。
魔王 ワルスギル
声 - 山下大輝
シューベルトの「魔王」に登場するキャラをイメージした存在。「魔王」を名乗っている割にやってることがショボイと帰宅部部員から散々な評価を受ける。
アニメの最終回ではバクに爆散させられていた。
デザイン、名称ともに同作者による持ち込み作品であるはじめての魔王討伐に登場する「魔王」のものを流用している。

## 用語
高校
物語の舞台となる高校。名称は不明。共学。盛んな部活動により生徒たちの活気ある学園生活を送ってもらうべく、乗馬部（ただし外の乗馬場に行かないと馬に乗れない）など様々な部活動を許している。服装も校則に違反してなければある程度のアレンジは許可されており、帰宅部のメンバーも制服のネクタイやソックスの形状・色が分かれている。
帰宅部
主な舞台となる部活動。部室は校舎の「D304」号室。部室こそ割り当てられているが、部としては非公式である。入口のネームプレートの火元責任者の氏名は話に関したものに毎回変えられている。「あっと言う間に過ぎていく学園生活をみんなで集まってわいわい騒いで楽しもう」という趣旨で結成された。部室内はTVゲーム機など娯楽モノが多く、クレアが持ってきたモノも「贈答品」として置かれており、部費も部員たちの自費で賄っている。アニメ版では牡丹が部室内の壁などを破壊する度にクレアが大理石張りなどにして修理するため、段々と豪華な内装になってきている。
萩月流古武術
牡丹が継承者となっている古武術。「心の強さが萩月流の強さ」というのが萩月流の教えであり、牡丹ほどの実力者になると人間離れした身体能力を得ることができる。分派として独自の進化を遂げた萩調流があり過去に幾度もなく衝突してきたが、今となっては袂を分った理由が分からず、またお互いの現継承者が同年代の今どきの若者なため、お互いあまり執着していない。尚、萩調流には「萩調流四天王（上述）」・「ハギシラベ5」・「萩調イレブン」など数々のチームが存在し、とてもややこしくめんどくさい構成になっている。
九重財閥
世界的にも有数の大財閥。日本有数の九つの財閥「九家財閥」の一つで、現在九重財閥が日本経済界において主権（発言権）を握っているため、他の財閥も主権を奪い取るべく裏で熾烈な争いをしている。
同じように力を持つ財閥が九家存在し（一重梅家、二重極家、三重襲家、四重奏家、五重塔家、六重箱家、七重滝家、八重桜家、九重家）、数字が大きいほど序列も高い。アニメでは、八重桜家のみCMで登場している。
帰宅部裏サイト
原作第47話にて作中で登場した帰宅部の裏サイト。夏希の誕生日がパスワードになっている。この裏サイトは連動企画として実際に存在していた。掲示板での話題は基本的にその週の帰宅部の内容に関することで、桜がスレッドを立てて話が展開していく形式となっている。
連載の終了後も作者の新連載などに合わせて更新があったが現在は閲覧不能（2016年6月）。

## 単行本
1. 2012年5月22日 ISBN 978-4-7575-3598-5
2. 2012年11月22日 ISBN 978-4-7575-3784-2
3. 2013年6月22日 ISBN 978-4-7575-3986-0
4. 2013年12月21日 ISBN 978-4-7575-4172-6
5. 2014年7月22日 ISBN 978-4-7575-4351-5

## テレビアニメ
2013年7月より10月まで、日本テレビにて放送された。2016年7月からはサンテレビ、KBS京都でも放送。

### スタッフ
- 原作 - くろは（掲載「ガンガンONLINE」スクウェア・エニックス刊）
- 監督 - 佐藤光
- 監督補佐 - 高田耕一
- シリーズ構成 - 雑破業
- キャラクターデザイン - 佐々木貴宏
- 美術監督 - 末弘由一
- 色彩設定 - 佐々木梓
- 撮影監督 - 奥村隆弘
- 編集 - 武宮むつみ
- 音響監督 - 土屋雅紀
- 音楽 - 坂部剛
- 音楽プロデューサー - 渡辺一博、小嶋遼
- 音楽制作 - バップ
- チーフプロデューサー→製作 - 森實陽三
- プロデューサー - 植野浩之、渡部智明、田村学、奈良駿介
- アニメーションプロデューサー - 大澤明彦
- アニメーション制作 - NOMAD
- 製作著作 - 「帰宅部活動記録」製作委員会（日テレ、バップ）

### 主題歌
オープニングテーマ「2学期デビュー大作戦!!」
作詞 - NOBE / 作曲 - バグベア / 編曲 - Tak Miyazawa / 歌 - 乙女新党
エンディングテーマ
「ワクワクDAYS☆」（第1話 - 第3話、第12話）
作詞 - 碑文谷ひんと / 作曲・編曲 - 吉田将樹
歌 - 安藤夏希（木戸衣吹）&道明寺桜（小林美晴）（第1話 - 第3話）
歌 - 安藤夏希（木戸衣吹）、塔野花梨（結名美月）、道明寺桜（小林美晴）、大萩牡丹（相内沙英）、九重クレア（千本木彩花）（第12話）
「花火」（第4話 - 第7話）
作詞 - 碑文谷ひんと / 作曲・編曲 - 吉田将樹 / 歌 - 大萩牡丹（相内沙英）&あざらし（M・A・O）
「キミについて言えること」（第8話 - 第10話）
作詞 - 碑文谷ひんと / 作曲・編曲 - とく / 歌 - 塔野花梨（結名美月）、九重クレア（千本木彩花）
「ベスト・フレンズ」（第11話）
作詞 - 黒田椋子 (IOSYS) / 作曲 - ARM (IOSYS) &酒井由紀子  / 編曲 - 酒井由紀子 / 歌 - 道明寺桜（小林美晴）、大萩牡丹（相内沙英）、九重クレア（千本木彩花）

### 各話リスト
基本は1話につき3～4個の話で構成されているが、最終話のみ1つ1つが短いため、21個の話で構成されている。
| 話数 | 話数             | サブタイトル                                                                 | 脚本              | 絵コンテ        | 演出                | 総作画監督        | 作画監督                                                             |
| ---- | ---------------- | ---------------------------------------------------------------------------- | ----------------- | --------------- | ------------------- | ----------------- | -------------------------------------------------------------------- |
| #1   | 記録の一         | 帰宅部入部希望                                                               | 雑破業            | 佐藤光          | 上田繁              | 佐々木貴宏        | 山本真嗣                                                             |
| #1   | 記録の二         | 命短し帰れよ乙女                                                             | 雑破業            | 佐藤光          | 上田繁              | 佐々木貴宏        | 山本真嗣                                                             |
| #1   | 記録の三         | 萩月流出没注意                                                               | 雑破業            | 佐藤光          | 上田繁              | 佐々木貴宏        | 山本真嗣                                                             |
| #1   | 記録の四         | 浪費した青春:プライスレス                                                    | 雑破業            | 佐藤光          | 上田繁              | 佐々木貴宏        | 山本真嗣                                                             |
| #2   | 記録の五         | ホトトギスはなかない ただのしかばねのようだ                                  | 雑破業            | 川口敬一郎      | 駒谷健一郎 矢野孝典 | 佐々木貴宏        | 青木昭仁 小澤円                                                      |
| #2   | 記録の六         | 女子力オーバードライブ                                                       | 雑破業            | 川口敬一郎      | 駒谷健一郎 矢野孝典 | 佐々木貴宏        | 青木昭仁 小澤円                                                      |
| #2   | 記録の七         | 合コン訓練                                                                   | 雑破業            | 川口敬一郎      | 駒谷健一郎 矢野孝典 | 佐々木貴宏        | 青木昭仁 小澤円                                                      |
| #3   | 記録の八         | 不審者を殺せ!                                                                | 雑破業            | 高田耕一        | 守田芸成            | 佐々木貴宏        | 山内直樹 北原章雄                                                    |
| #3   | 記録の九         | 中学生日記（ブラック・ダイアリー）                                           | 雑破業            | 高田耕一        | 守田芸成            | 佐々木貴宏        | 山内直樹 北原章雄                                                    |
| #3   | 記録の十         | 可愛い子には飴をあげよ                                                       | 雑破業            | 高田耕一        | 守田芸成            | 佐々木貴宏        | 山内直樹 北原章雄                                                    |
| #3   | 記録の十一       | 孤独の上にも十五年                                                           | 雑破業            | 高田耕一        | 守田芸成            | 佐々木貴宏        | 山内直樹 北原章雄                                                    |
| #4   | 記録の十二       | 熱闘!! 前期球技大会                                                          | 雑破業 真藤ユキヲ | 宮崎なぎさ      | 小野田雄亮          | 古賀誠            | 谷口繁則 洪錫杓                                                      |
| #4   | 記録の十三       | 燃えろ!! 防火魂!!                                                            | 雑破業 真藤ユキヲ | 宮崎なぎさ      | 小野田雄亮          | 古賀誠            | 谷口繁則 洪錫杓                                                      |
| #4   | 記録の十四       | テコ入れの原理                                                               | 雑破業 真藤ユキヲ | 宮崎なぎさ      | 小野田雄亮          | 古賀誠            | 谷口繁則 洪錫杓                                                      |
| #5   | 記録の十五       | 魔王の品格                                                                   | 雑破業            | 吉田泰三        | 久保山英一          | 古賀誠            | 北原章雄、竹上貴雄 清水勝祐、吉田雄一 UEC、Yoon Jung Hye             |
| #5   | 記録の十六       | 文学のすゝめ                                                                 | 雑破業            | 吉田泰三        | 久保山英一          | 古賀誠            | 北原章雄、竹上貴雄 清水勝祐、吉田雄一 UEC、Yoon Jung Hye             |
| #5   | 記録の十七       | うろおぼえ御伽草子                                                           | 雑破業            | 吉田泰三        | 久保山英一          | 古賀誠            | 北原章雄、竹上貴雄 清水勝祐、吉田雄一 UEC、Yoon Jung Hye             |
| #6   | 記録の十八       | 青春は爆発だ                                                                 | 雑破業            | すやすや        | 駒屋健一郎          | 佐々木貴宏 古賀誠 | 中島美子、よしおかたけお ひのたふみか、津熊健徳 川島明子             |
| #6   | 記録の十九       | ギルティ・ジャッジ                                                           | 雑破業            | すやすや        | 駒屋健一郎          | 佐々木貴宏 古賀誠 | 中島美子、よしおかたけお ひのたふみか、津熊健徳 川島明子             |
| #6   | 記録の二十       | 萩調流四天王                                                                 | 雑破業            | すやすや        | 駒屋健一郎          | 佐々木貴宏 古賀誠 | 中島美子、よしおかたけお ひのたふみか、津熊健徳 川島明子             |
| #7   | 記録の二十一     | 封じられた言葉!!                                                             | 真藤ユキヲ        | 伴山人          | 守田芸生 矢野孝典   | 古賀誠            | 北原章雄 青木昭仁                                                    |
| #7   | 記録の二十二     | 激闘の果て!!                                                                 | 真藤ユキヲ        | 伴山人          | 守田芸生 矢野孝典   | 古賀誠            | 北原章雄 青木昭仁                                                    |
| #7   | 記録の二十三     | サプライズ・パーティー                                                       | 真藤ユキヲ        | 伴山人          | 守田芸生 矢野孝典   | 古賀誠            | 北原章雄 青木昭仁                                                    |
| #8   | 記録の二十四     | 姉と弟                                                                       | 雑破業            | 秋田谷典昭      | 秋田谷典昭          | 佐々木貴宏        | 古賀誠、北原章雄 小澤円、森田実 ひのたふみか                         |
| #8   | 記録の二十五     | ストリート・ポエム                                                           | 雑破業            | 秋田谷典昭      | 秋田谷典昭          | 佐々木貴宏        | 古賀誠、北原章雄 小澤円、森田実 ひのたふみか                         |
| #8   | 記録の二十六     | 姉と友達                                                                     | 雑破業            | 秋田谷典昭      | 秋田谷典昭          | 佐々木貴宏        | 古賀誠、北原章雄 小澤円、森田実 ひのたふみか                         |
| #8   | 記録の二十七     | 名も無き目印                                                                 | 雑破業            | 秋田谷典昭      | 秋田谷典昭          | 佐々木貴宏        | 古賀誠、北原章雄 小澤円、森田実 ひのたふみか                         |
| #9   | 記録の二十八     | 至高の選択                                                                   | 雑破業            | 宮崎なぎさ      | 小野田雄亮          | 洪錫杓            | 洪錫杓 尹靜惠                                                        |
| #9   | 記録の二十九     | 華麗なる合宿                                                                 | 雑破業            | 宮崎なぎさ      | 小野田雄亮          | 洪錫杓            | 洪錫杓 尹靜惠                                                        |
| #9   | 記録の三十       | 星空イマジネーション                                                         | 雑破業            | 宮崎なぎさ      | 小野田雄亮          | 洪錫杓            | 洪錫杓 尹靜惠                                                        |
| #9   | 記録の三十一     | 人類最大の発明はクーラー……からのデッド・フリーダム                           | 雑破業            | 宮崎なぎさ      | 小野田雄亮          | 洪錫杓            | 洪錫杓 尹靜惠                                                        |
| #10  | 記録の三十二     | 人は見かけによれ                                                             | 雑破業            | 大畑晃一        | 久保山英一          | 佐々木貴宏        | 古賀誠、青木昭仁、吉本拓二 小澤円、高橋克之、都竹隆治 王洲範、朴純玉 |
| #10  | 記録の三十三     | 見学!!萩調流古武術                                                           | 雑破業            | 大畑晃一        | 久保山英一          | 佐々木貴宏        | 古賀誠、青木昭仁、吉本拓二 小澤円、高橋克之、都竹隆治 王洲範、朴純玉 |
| #10  | 記録の三十三・五 | 女子だけ5人百物語                                                            | 雑破業            | 大畑晃一        | 久保山英一          | 佐々木貴宏        | 古賀誠、青木昭仁、吉本拓二 小澤円、高橋克之、都竹隆治 王洲範、朴純玉 |
| #10  | 記録の三十四     | 「ゆずらないよ」                                                             | 雑破業            | 大畑晃一        | 久保山英一          | 佐々木貴宏        | 古賀誠、青木昭仁、吉本拓二 小澤円、高橋克之、都竹隆治 王洲範、朴純玉 |
| #11  | 記録の零         | 花の名前                                                                     | 雑破業            | ウシロシンジ    | 矢野孝典            | 古賀誠            | 山本真嗣、菊池聡延 青木昭仁、森田実 興石暁、吉本拓二                 |
| #11  | 記録の三十五     | 校則の縛り                                                                   | 雑破業            | ウシロシンジ    | 矢野孝典            | 古賀誠            | 山本真嗣、菊池聡延 青木昭仁、森田実 興石暁、吉本拓二                 |
| #11  | 記録の三十六     | 終わりよければ、すべてよし                                                   | 雑破業            | ウシロシンジ    | 矢野孝典            | 古賀誠            | 山本真嗣、菊池聡延 青木昭仁、森田実 興石暁、吉本拓二                 |
| #12  | 記録の三十七     | よみちがい                                                                   | 雑破業            | 佐藤光 高田耕一 | 佐藤光 守田芸生     | 佐々木貴宏 洪錫杓 | 古賀誠、北原章雄 青木昭仁                                            |
| #12  | 記録の三十八     | 爆散ってなに?                                                                | 雑破業            | 佐藤光 高田耕一 | 佐藤光 守田芸生     | 佐々木貴宏 洪錫杓 | 古賀誠、北原章雄 青木昭仁                                            |
| #12  | 記録の三十九     | 虫嫌い                                                                       | 雑破業            | 佐藤光 高田耕一 | 佐藤光 守田芸生     | 佐々木貴宏 洪錫杓 | 古賀誠、北原章雄 青木昭仁                                            |
| #12  | 記録の四十       | 節水                                                                         | 雑破業            | 佐藤光 高田耕一 | 佐藤光 守田芸生     | 佐々木貴宏 洪錫杓 | 古賀誠、北原章雄 青木昭仁                                            |
| #12  | 記録の四十一     | 対義語                                                                       | 雑破業            | 佐藤光 高田耕一 | 佐藤光 守田芸生     | 佐々木貴宏 洪錫杓 | 古賀誠、北原章雄 青木昭仁                                            |
| #12  | 記録の四十二     | 登場!!あいかりん                                                             | 雑破業            | 佐藤光 高田耕一 | 佐藤光 守田芸生     | 佐々木貴宏 洪錫杓 | 古賀誠、北原章雄 青木昭仁                                            |
| #12  | 記録の四十三     | あいかりんの逆襲                                                             | 雑破業            | 佐藤光 高田耕一 | 佐藤光 守田芸生     | 佐々木貴宏 洪錫杓 | 古賀誠、北原章雄 青木昭仁                                            |
| #12  | 記録の四十四     | 油断                                                                         | 雑破業            | 佐藤光 高田耕一 | 佐藤光 守田芸生     | 佐々木貴宏 洪錫杓 | 古賀誠、北原章雄 青木昭仁                                            |
| #12  | 記録の四十五     | 絶対平等                                                                     | 雑破業            | 佐藤光 高田耕一 | 佐藤光 守田芸生     | 佐々木貴宏 洪錫杓 | 古賀誠、北原章雄 青木昭仁                                            |
| #12  | 記録の四十六     | 鳴き声                                                                       | 雑破業            | 佐藤光 高田耕一 | 佐藤光 守田芸生     | 佐々木貴宏 洪錫杓 | 古賀誠、北原章雄 青木昭仁                                            |
| #12  | 記録の四十七     | 地図                                                                         | 雑破業            | 佐藤光 高田耕一 | 佐藤光 守田芸生     | 佐々木貴宏 洪錫杓 | 古賀誠、北原章雄 青木昭仁                                            |
| #12  | 記録の四十八     | 庶民の味                                                                     | 雑破業            | 佐藤光 高田耕一 | 佐藤光 守田芸生     | 佐々木貴宏 洪錫杓 | 古賀誠、北原章雄 青木昭仁                                            |
| #12  | 記録の四十九     | 武勇伝                                                                       | 雑破業            | 佐藤光 高田耕一 | 佐藤光 守田芸生     | 佐々木貴宏 洪錫杓 | 古賀誠、北原章雄 青木昭仁                                            |
| #12  | 記録の五十       | †もしも異界でクマ四天王の着ぐるみのクマの中の人が スーパー女子ヤ人だったら…† | 雑破業            | 佐藤光 高田耕一 | 佐藤光 守田芸生     | 佐々木貴宏 洪錫杓 | 古賀誠、北原章雄 青木昭仁                                            |
| #12  | 記録の五十一     | うろおぼえてもいない歌                                                       | 雑破業            | 佐藤光 高田耕一 | 佐藤光 守田芸生     | 佐々木貴宏 洪錫杓 | 古賀誠、北原章雄 青木昭仁                                            |
| #12  | 記録の五十二     | 可愛い子には飴をあげすぎた                                                   | 雑破業            | 佐藤光 高田耕一 | 佐藤光 守田芸生     | 佐々木貴宏 洪錫杓 | 古賀誠、北原章雄 青木昭仁                                            |
| #12  | 記録の五十三     | 絵描き歌                                                                     | 雑破業            | 佐藤光 高田耕一 | 佐藤光 守田芸生     | 佐々木貴宏 洪錫杓 | 古賀誠、北原章雄 青木昭仁                                            |
| #12  | 記録の五十四     | かわいい                                                                     | 雑破業            | 佐藤光 高田耕一 | 佐藤光 守田芸生     | 佐々木貴宏 洪錫杓 | 古賀誠、北原章雄 青木昭仁                                            |
| #12  | 記録の五十五     | 桜ちゃん絵描き歌                                                             | 雑破業            | 佐藤光 高田耕一 | 佐藤光 守田芸生     | 佐々木貴宏 洪錫杓 | 古賀誠、北原章雄 青木昭仁                                            |
| #12  | 記録の五十六     | ツッコミの穴                                                                 | 雑破業            | 佐藤光 高田耕一 | 佐藤光 守田芸生     | 佐々木貴宏 洪錫杓 | 古賀誠、北原章雄 青木昭仁                                            |
| #12  | 記録の五十七     | 大事なお知らせ                                                               | 雑破業            | 佐藤光 高田耕一 | 佐藤光 守田芸生     | 佐々木貴宏 洪錫杓 | 古賀誠、北原章雄 青木昭仁                                            |

### 帰宅部ちび劇場
第4話から第12話（第12話のみ冒頭）に挿入されるCG短編。
- 絵コンテ・演出 - 松浦有紗
- CGアニメーション - 松浦有紗（4、7、9話）、蔦佳穂里（5話）、山口瞳美（6、8、10、11、12話）、寺田良介（11、12話）
- 背景 - 高田真理
- キャラクターモデリング - 鎌田麻友美
- 制作管理 - 市川量也、坂元くるみ
- 制作 - ドメリカ

### 放送局

#### 日本国内
| 放送地域   | 放送局             | 放送期間                 | 放送日時           | 放送系列         | 備考                       |
| ---------- | ------------------ | ------------------------ | ------------------ | ---------------- | -------------------------- |
| 関東広域圏 | 日本テレビ         | 2013年7月4日 - 10月10日  | 木曜 26:43 - 27:13 | 日本テレビ系列   | 製作委員会参加             |
| 日本全域   | 日テレオンデマンド | 2013年7月4日 - 10月10日  | 木曜 26:43 - 27:13 | ネット配信       | [ 注 12 ]                  |
| 日本全域   | バンダイチャンネル | 2013年7月31日 - 10月16日 | 水曜 24:00 更新    | ネット配信       | [ 注 13 ]                  |
| 日本全域   | ニコニコ生放送     | 2013年9月20日            | 金曜 24:00 - 28:54 | ネット配信       | 第1話から第9話まで一挙放送 |
| 日本全域   | AT-X               | 2013年10月5日 - 12月21日 | 土曜 18:30 - 19:00 | アニメ専門CS放送 | リピート放送あり           |
| 兵庫県     | サンテレビ         | 2016年7月1日 - 9月17日   | 金曜 24:00 - 24:30 | 独立局           |                            |
| 京都府     | KBS京都            | 2016年7月7日 - 9月23日   | 木曜 25:30 - 26:00 | 独立局           |                            |

日本テレビ番組の日テレオンデマンドによるOA同時配信は、本番組が初めてとなる。

#### 日本国外
| 放送地域 | 放送局  | 放送期間                 | 放送日時           | 放送系列                                 | 備考                                                 |
| -------- | ------- | ------------------------ | ------------------ | ---------------------------------------- | ---------------------------------------------------- |
| 韓国全域 | ANIPLUS | 2013年7月12日 - 10月18日 | 金曜 24:30 - 25:00 | CS放送、IP放送 ケーブルテレビ ネット配信 | 15歳以上視聴可で放送 韓国語字幕あり 最終金曜日は休止 |

### 関連商品

#### Blu-ray / DVD
2013年9月18日から12月18日まで発売された。
| 巻 | 発売日         | 収録話          | 規格品番   | 規格品番   |
| 巻 | 発売日         | 収録話          | BD         | DVD        |
| -- | -------------- | --------------- | ---------- | ---------- |
| 1  | 2013年9月18日  | 第1話 - 第3話   | VPXY-71275 | VPBY-13791 |
| 2  | 2013年10月23日 | 第4話 - 第6話   | VPXY-71276 | VPBY-13792 |
| 3  | 2013年11月20日 | 第7話 - 第9話   | VPXY-71277 | VPBY-13793 |
| 4  | 2013年12月18日 | 第10話 - 第12話 | VPXY-71278 | VPBY-13794 |

#### CD
| 発売日        | タイトル       | 規格品番   | 規格品番   |
| 発売日        | タイトル       | 初回限定盤 | 通常盤     |
| ------------- | -------------- | ---------- | ---------- |
| 2013年9月18日 | 帰宅部@音楽室♪ | VPCG-80662 | VPCG-84948 |

### Webラジオ
『たった一度の本番を棒に振るラジオ』のタイトルで、2013年6月27日から10月10日まで音泉およびHiBiKi Radio Station、日テレオンデマンド（有料）にて配信された。毎週木曜日（日テレオンデマンドは月曜日）更新。略称は『たたラジ』。出演は木戸衣吹（安藤夏希役）、結名美月（塔野花梨役）、小林美晴（道明寺桜役）、相内沙英（大萩牡丹役）、千本木彩花（九重クレア役）の5名。ただし、第5回より、5人の中から3名が出演することとなった。なお、日テレオンデマンド版は映像付きとなる。